# Вочківці

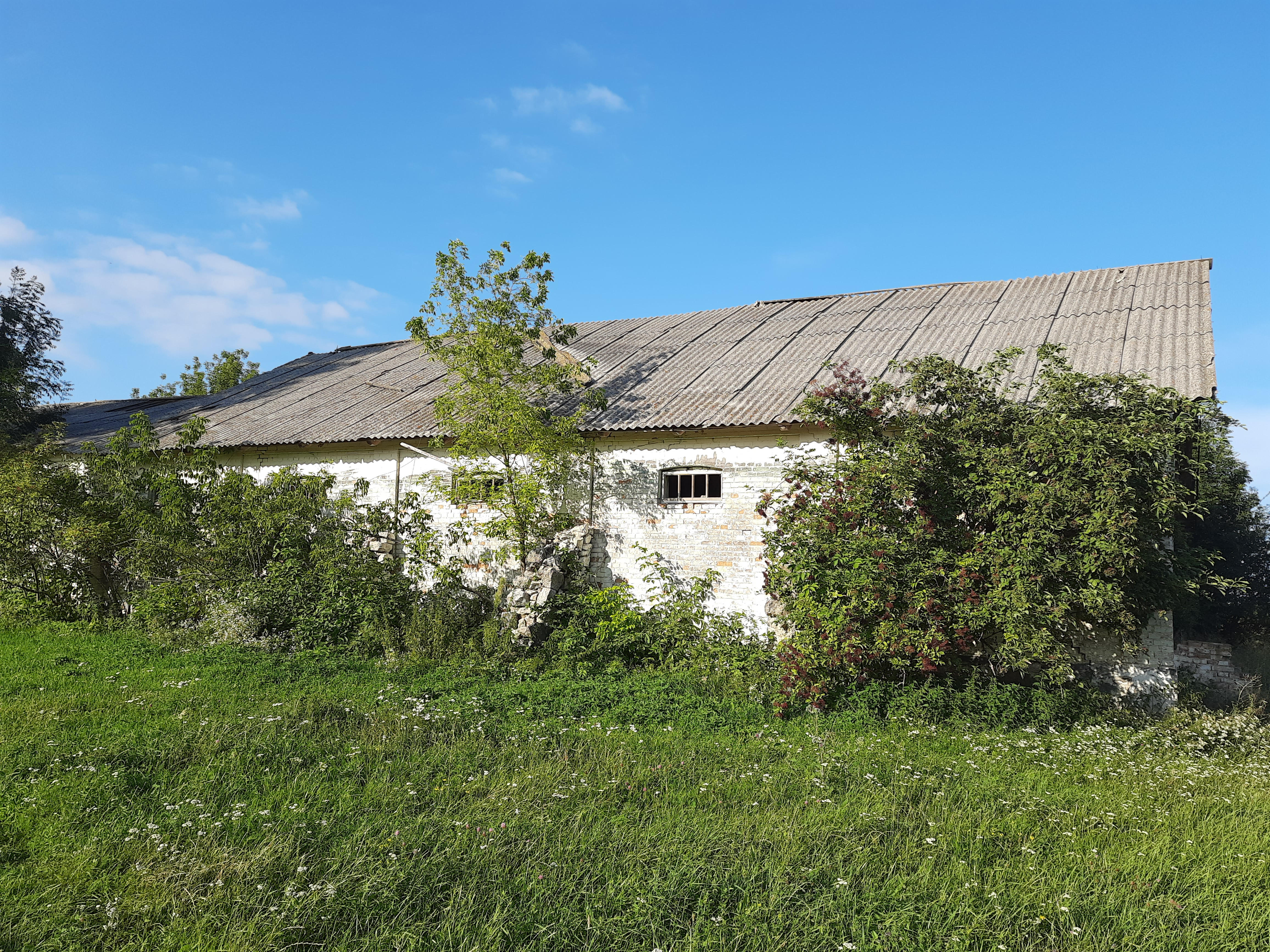
Стара господарська будівля

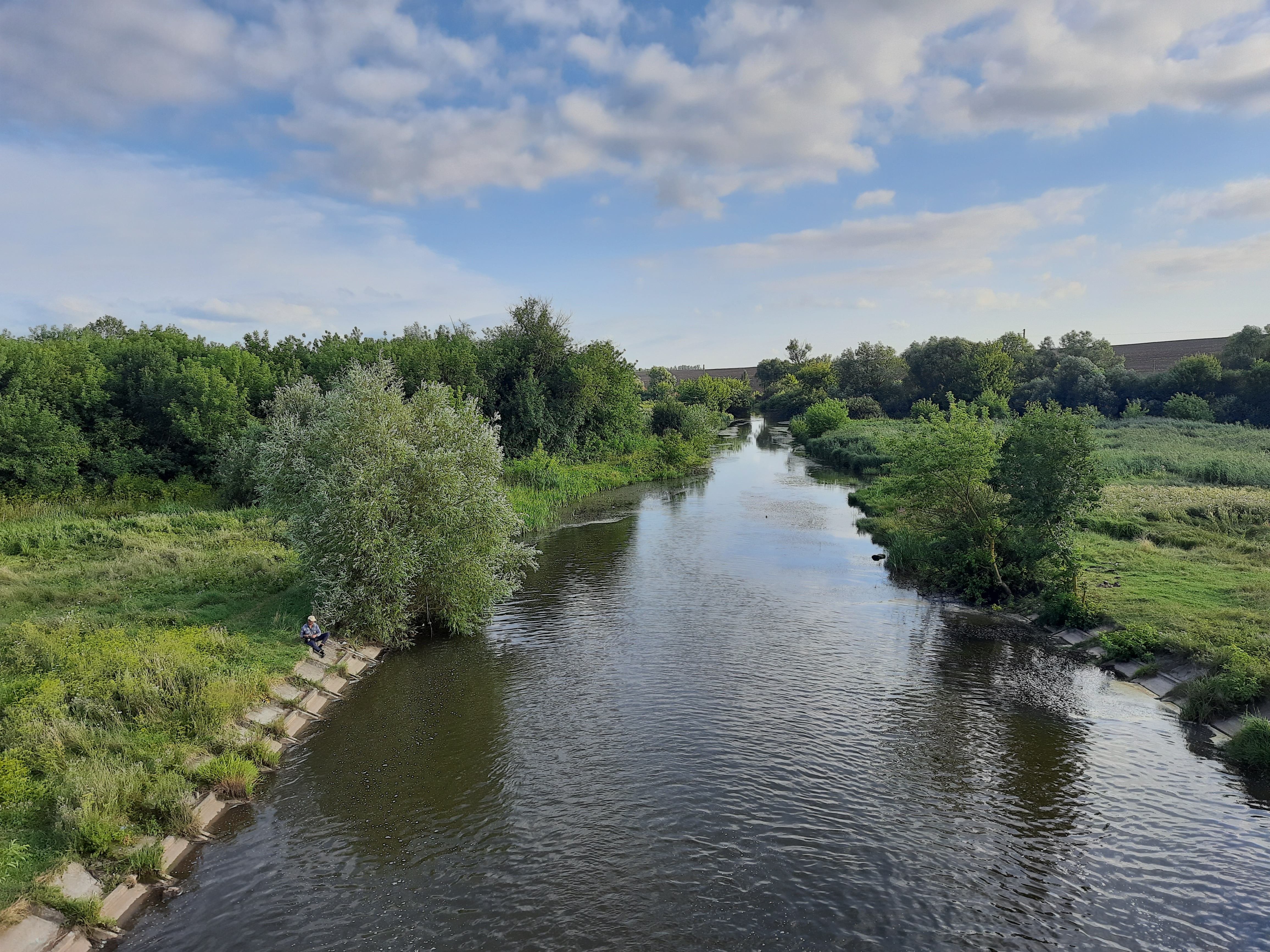
Річка Збруч біля села

Вочкі́вці — село в Україні, у Волочиській міській територіальній громаді Хмельницького району Хмельницької області. Населення становить 463 особи.
Площа населеного пункту становить 1,14 км², населення 539 чоловік.
Назва походить від прізвища першого поселенця Волчка. Тому і перша назва села — Волчківці.

## Розташування та географія місцевості
Село розташоване в західній частині України, у межах Волино-Подільської височини, на відстані 7 км від районного центру і залізничної станції Волочиськ на лінії Хмельницький — Тернопіль та 82 км від обласного центру. Село розташоване на лівому березі річки Збруч.

## Історична довідка
Вперше поселення Вочківці виникло близько 500 років тому. За часів Галицько-Волинського князівства і в наступні віки тут проходив торговельний шлях із Заходу на Схід. Село зазнавало частих набігів татар та інших завойовників. Так село попало під владу польських панів. Жителі села зазнавали жорстоких придушень з боку польської шляхти. Село було свідком запеклих боїв козацьких полків з польськими військами в період визвольної війни українського народу 1648—1654 років під проводом Богдана Хмельницького.
Після возз'єднання Правобережної України з Лівобережною в складі Росії, згідно зі Зборівською угодою було встановлено кордон між Австрією і Україною. Село опинилося на кордоні.
У 1750 році на кошти прихожан була побудована церква, яка до 1878 року найменувалась Георгієвською, так як була освячена в ім'я св. Георгія Переможця. Двічі, в 1836 і в 1861 році, вона була відремонтована.
Священнослужителями при церкві с. Волчковець були:
- Павло Мартишевський з 1748 року (часу утворення приходу) по 26 червня 1766 року, потім з 26 червня 1766 року по 1 червня 1767 року був священик з Дорофіївки Пилип Малашевський;
- Осодор Борецкій з 1 червня 1767 року по 30 травня 1784 року;
- Яків Дунаєвский з 30 травня 1784 року по 1812 рік;
- Каріан Назаревич з 1812 року по 5 березня 1831 року;
- Герасим Капріянович Іскарский з 5 березня 1831 року по 8 травня 1858 року;
- Осодосій Герасимович Пекарский з 8 травня 1858 до 5 вересня 1864 року, коли та церква була приписана до Бальковецького приходу.

З 1772 року селом володів граф Фрідріх Мошинський, який був одним з найбільших польських магнатів, власністю якого було 1694 тис. десятин землі, 30682 кріпаки, багато крамниць і промислових підприємств. Потім село Вочківці перейшло його дочці графині Жозефині Шембек (Мошинської).
Одна біда за другою звалювалась на голови волчковецьких селян. З метою ще більшого закріпачення селян у 1836 році поміщиця Мошинська в своєму маєтку провела нове розмежування полів, по якому зробила нову нарізку землі для селян. Поміщиця відвела селянам землі значно гіршої якості, ніж вони користувалися до цього часу. Під виглядом землі вона дала селянам зарослі. Крім цього скупа поміщиця набагато зменшила розмір селянських наділів. Ці кріпосницькі дії поміщиці викликали велике обурення волчковецьких селян. Вони виступили на боротьбу за захист інтересів, за повернення їм старих земельних наділів. У знак протесту селяни категорично відмовилися від нових наділів і відробляти панщину, оголосивши себе вільними.
Документи свідчать, з якою жорстокістю розправлялась поміщиця з страйкуючими селянами. Їх заковували в кайдани, протягом довгих років тримали в тюрмах, піддавали жорстокому покаранню. Але ніяка розправа, ніякі жорстокі катування, вчинені кріпосниками, не зламали волі селян. Вони героїчно вистояли і продовжували боротьбу за землю.
У 1844 році поміщиця клопотала перед генерал — губернатором перевести волчковецьких селян у стан «зобов'язаних», тобто прикріплених до поміщицької землі, які повинні були відробляти панщину, хоч при цьому вона втрачала право продавати їх. Але селяни відмовились перейти в стан «зобов'язаних». Вони подали на поміщицю в суд, скаржились в різні органи, щоб примусити її повернути землю, але феодальні закони були на боці кріпосника, і справа вирішувалась в його інтересах.
У 1847 році волинський губернатор зробив спробу помирити поміщицю з селянами, примушуючи останніх відмовитись від своїх вимог. Але селяни не переставали вимагати старих земельних наділів і далі відмовлялись працювати на панщині. У 1848 року царським урядом проводився інвентарний опис поміщицьких земель і селянських наділів. Поміщиця записала частину волчковецьких селян в інвентар огородниками, тобто безземельними. Таким чином вони були позбавлені наділів і перетворені в жебраків. Крім польової землі, у них були відібрані пасовиська і вигони.
Боротьба волчковецьких селян за землю не припинялась. Довівши до певного розорення і зубожіння селян, графиня Шембек, дочка поміщиці Мошинської, боячись нового піднесення селянських заворушень, в 1861 році продала маєток графині Анелі Лєдоховській.
Становище селян було важким, графиня не дбала про їх добробут, про охорону здоров'я, про освіту. Школа грамоти існувала з 4 жовтня 1885 року в приватному будинку учнів. У 1895 році в школі було 28 хлопчиків і 5 дівчаток.
За даними за 1896 року було 118 дворів в семи селах, у яких було 935 прихожан.
Завдяки сільському вчителю Степану Українцеві, який проживав в селі, в одній із похилих хатин з маленькими віконцями було відкрито церковно-приходську школу в 1900 році. За навчання дітей платили батьки.
У першу світову війну Вочківці перебувало у прифронтовій зоні, іноді бої проходили на його території. По річці Збруч проходив державний кордон.
7 (20) листопада 1917 року, відповідно до Третього Універсалу Української Центральної Ради, увійшло до складу Української Народної Республіки.
У вересні 1920 року радянські війська під натиском переважаючих військ Юзефа Пілсудського і армії Симона Петлюри стали відступати. 18 вересня війська Юрія Тютюнника вийшла в тил радянських військ і звільнили село Вочківці. Радянські війська під натиском військ УНР змушені були залишити Вочківці і відступити далі на схід.
Кавалерійська бригада Григорія Котовського разом з Червоними козаками захопила село і остаточно ствердила окупація більшовиками.
З 1920 року по 1939 рік у селі Вочківці знаходилась прикордонна військова частина.
У 1931 році в селі Вочківці в результаті об'єднання дрібних одноосібних селянських господарств був утворений колгосп імені Челюскінців. Державним актом за колгоспом було закріплено 1427,70 га громадських земель. Напрямок господарства — зерново-буряковий з розвинутим м'ясо-молочним продуктивним тваринництвом. За результатами роботи колгосп займав одне з перших місць в області.
У роки німецько-радянської війни Вочківці перетворилось у своєрідний концентраційний табір, у якому відбували покарання німецькі антинацисти і наші військовополонені воїни. Німці змушували їх працювати на оборонних укріпленнях. Багато людей із села примусово вивезли на каторжні роботи в Німеччину. У селі залишились діти, жінки і пристарілі люди. Жителі села не мали права вийти за межі села, оскільки всіх розстрілювали на місці, палили будинки комуністів і червоноармійців, які були на фронті. Багато селян жили в землянках, тому що їх вигнали з житлових будинків, а німці поселились в цих будинках.
Відсутність елементарних засобів для життя, їжі, одягу, палива, ліків викликало захворювання і високу смертність серед жителів села, особливо серед дітей. Загроза голодної смерті супроводжувала селян всі роки окупації.
Вочківці відвоювали у німців 10 Уральський добровільний корпус, 29 Унечська мотострілецька бригада 8 Стрілецької дивізії.
У кінці травня 1944 року в селі Вочківці три тижні проживав командувач Першого Українського фронту Маршал Радянського Союзу Конєв Іван Степанович.
У селі встановлено пам'ятник воїнам–односельчанам, які загинули у німецько-радянській війні. В цій війні загинуло 130 жителів с. Вочківці.
У післявоєнні роки село стало відбудовуватись і набиратись сили. Було побудовано гарний сільський клуб, дитячі ясла, які збереглись в прекрасному стані до нашого часу. На зміну старим хатинам виросли світлі просторі будинки, біля яких пролягає широка асфальтована дорога. В центрі села стоїть церква Георгія Переможця. При в'їзді в село всіх зустрічає і благословляє фігура Божої Матері.
У селі є два упорядковані кладовища, одне з яких діюче.

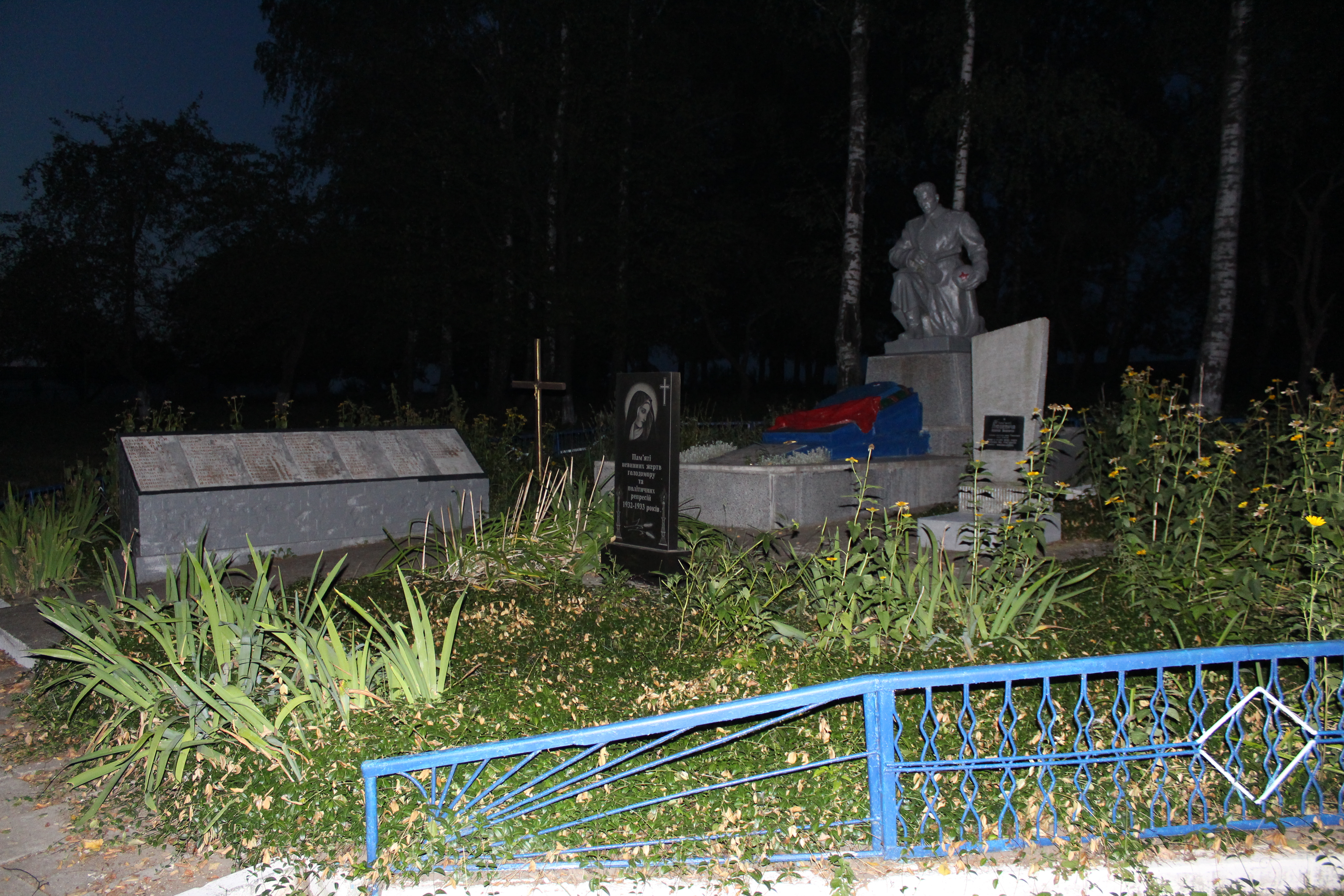
Меморіальний комплекс: Братська могила радянських воїнів, Пам'ятний знак на честь воїнів-односельчан

Велика увага в селі приділяється оздоровленню населення, до послуг якого завжди відкриті двері Вочковецького фельдшерсько-акушерського пункту.
Біля сільського клубу знаходиться впорядкований парк відпочинку, на території якого височить пам'ятник загиблим воїнам—односельчанам у німецько-радянській війні.
У селі діє Вочковецька загальноосвітня школа І-ІІ ступенів.
Село Вочківці до 5 листопада 2003 входило до складу Ожиговецької сільської ради, яка знаходилась від села на відстані 9 км. Жителям села Вочківці, особливо людям похилого віку, дуже важко було добиратися в сільську раду села Ожигівці.
Завдяки клопотанню депутата обласної ради М. Кирпиченка 5 листопада 2003 року в с. Вочківці було відкрито Вочковецьку сільську раду, яка завжди стоїть на варті захисту інтересів і добробуту територіальної громади села. Сільським головою територіальна громада обрала Щирбу Наталію Володимирівну, уроженку села Вочківці, яка 23 роки пропрацювала вчителем Вочковецької ЗОШ І-ІІ ступенів, для якої не байдужа доля громади села та соціально—економічний розвиток Вочковецької сільської ради.
12 червня 2020 року, відповідно до розпорядження Кабінету Міністрів України № 727-р «Про визначення адміністративних центрів та затвердження територій територіальних громад Хмельницької області», увійшло до складу Волочиської міської громади.
19 липня 2020 року, в результаті адміністративно-територіальної реформи та ліквідації Волочиського району, увійшло до складу новоутвореного Хмельницького району.

## Символіка
Затверджена 16 травня 2018 р. рішенням № 7-38/2018 XXXVIII сесії міської ради VII скликання. Автори — В. М. Напиткін, К. М. Богатов, М. П. Корчевський, Н. А. Маковська, О. С. Федючок.

### Герб
Щит перетятий лазуровою хвилястою нитяною балкою на золоте і срібне поля. В першому полі дві червоних шаблі з чорними руків'ями в косий хрест, вістрям догори, між якими вгорі червоний розширений хрест. В нижній частині три вертикальних зелених тростини з листками, поставлені в балку, середня більша. Щит вписаний в декоративний картуш і увінчаний золотою сільською короною. Унизу картуша напис «ВОЧКІВЦІ».
Схрещені шаблі — символ битви між козаками та поляками, що відбулася поблизу села під час Визвольної війни, розширений хрест означає церкву Святого Георгія, що знаходиться в селі, тростини і хвиляста балка — символ Збручанського гідрологічного заказника.

### Прапор
Квадратне полотнище поділене хвилясто горизонтально на жовту, синю і білу смуги у співвідношенні 7:1:7. На верхній частині дві червоних шаблі з чорними руків'ями в косий хрест, вістрям догори, між якими вгорі червоний розширений хрест. У нижній частині три зелених вертикальних тростини з листками, поставлені в горизонтальний ряд.

## Відомі люди
- Голубєв Микола Олегович (1998—2019) — старший солдат Збройних сил України, учасник російсько-української війни.
- Кирпиченко Михайло Іванович — (тепер покійний) депутат обласної ради, генеральний директор «Укрелектроапарат» м. Хмельницького.